# 松藤×甲斐
松藤×甲斐（まつふじかい）は、日本のロックバンド『甲斐バンド』のメンバーから、ドラマーの松藤英男とボーカルの甲斐よしひろの2人で組まれたユニット。
2003年2月4日にアルバムを発表し、同年6月に東京キネマ倶楽部にてライヴを行った。

## メンバー
- 松藤英男
- 甲斐よしひろ

## アルバム『松藤×甲斐』
『松藤×甲斐』（まつふじかい）は2003年にリリースされた、松藤×甲斐のオリジナル・アルバム。
松藤英男としては1987年に発表されたアルバム『Plime』以来、16年ぶりのフルアルバムとなった。
ほとんどの楽曲の作曲・アレンジ・パフォーマンス・ボーカル、一部の作詞は松藤であり、甲斐はプロデューサーとして参加している。
作詞陣には、江国香織・Gussan・m.c.A.T・GAKU-MC・前田たかひろ等を起用。甲斐バンド時代の楽曲のセルフカバーも収録されている。
新星堂で予約すると特典として3曲入りのTV Mix集（カラオケ・ヴァージョン）が付いていた。

### 収録曲
1. あいのもえさし
2. 憧憬Love Dayz
3. かなしみがすきとおるまで
4. きんぽうげ
5. LaLa-LaLa
6. 花、太陽、雨
7. 懐かしい未来
8. -サスライ-
9. ju-ba-ku
10. APRIL SONG（ぬるい時間の河を泳いで）
11. レイニー・ドライヴ（アカペラ・ストーム・バージョン）

### 予約特典TV Mix集(新星堂オリジナル)
1. きんぽうげ
2. あいのもえさし
3. レイニー・ドライヴ（アカペラ・ストーム・バージョン）

## 映像『東京キネマ倶楽部 LIVE/松藤Ｘ甲斐』
東京キネマ倶楽部 LIVE/松藤×甲斐は、2005年2月20日に発表された松藤×甲斐の映像作品。甲斐よしひろのファンクラブ『BEAT VISION』から発売された。
2003年6月1日、『東京キネマ倶楽部』で開催されたライヴの模様を収録。甲斐バンド時代の楽曲も演奏された。
2006年に発売された甲斐よしひろのDVD-BOX『MY NAME IS KAI-KAI DVD-BOXII』にもDisc.6として収録された。

### 収録曲
1. かなしみがすきとおるまで
2. ダイヤル4を廻せ
3. 一日の終り
4. 汽笛の響き
5. バランタインの日々
6. ユエの流れ
7. -サスライ-
8. ビューティフル・エネルギー
9. メガロポリス・ノクターン
10. レイニー・ドライヴ
11. きんぽうげ
12. 花、太陽、雨
13. 憧憬Love Dayz
14. あいのもえさし
15. APRIL SONG（ぬるい時間の河を泳いで）
16. 破れたハートを売り物に
17. 安奈